# Tryskawka (biologia)

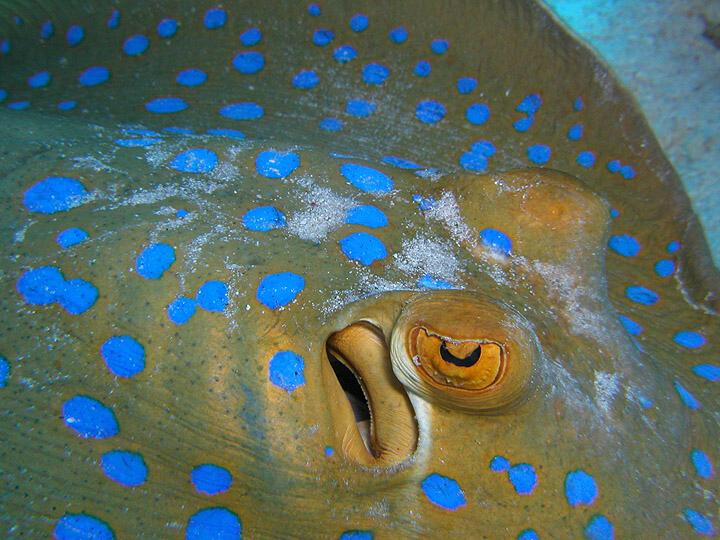
Tryskawka (z lewej) i oko ogończy Taeniura lymma

Tryskawka (łac. spiraculum) – pierwsza szczelina skrzelowa położona między łukiem gnykowym a żuchwowym ryb chrzęstnoszkieletowych i wymarłych prawieczkokształtnych. Występuje parzyście. Pojawia się w stadium zarodkowym, a następnie może zanikać lub przekształcać się; u rekinów tworzy mały otwór położony z tyłu oka, zwykle mniejszy od niego, a u płaszczek znacznie większy, położony na wierzchu głowy. 
Tryskawki płaszczek i piłonosów, ryb prowadzących przydenny tryb życia, są elementem układu oddechowego, łączącym komorę skrzelową ze środowiskiem zewnętrznym. Służą do wciągania do przełyku niezanieczyszczonej mułem wody – pobieranie jej przez otwór gębowy doprowadzałoby do zamulania skrzeli. Woda z przełyku opłukuje skrzela i wydostaje się na zewnątrz pozostałymi szczelinami skrzelowymi. Otwór tryskawki większości płaszczek jest zamykany wewnętrzną zastawką, jedynie u Hexatrygonidae występuje zewnętrzna klapowata osłona.
U wczesnych czworonogów w miejscu tryskawki znajduje się wcięcie uszne.
U ryb kostnoszkieletowych resztki tryskawki w postaci kłębuszka naczyń krwionośnych tworzą skrzele rzekome, inaczej nibyskrzele (pseudobranchium) – narząd odbierający bodźce chemiczne i fizyczne.